# 壁磅镇区
壁磅镇区為緬甸伊洛瓦底省壁磅县下辖的一个镇区。2014年人口314,122人，區域面積1,418.7平方公里。壁磅為壁磅镇区以及壁磅县的行政中心。
該镇区是緬甸知名的螃蟹與龍蝦的產地之一，大量捕獲的龍蝦在旅遊旺季時，大多留於本地出售給大舉進入的觀光客及遊客，在非旺季時，則透過陸路或河運，由陸路往東運往仰光省內，而內陸船則沿著伊洛瓦底江北上，運往知名的觀光古鎮蒲甘及第二大城曼德勒，供應著新鮮的海產給內陸省份。